# 翅野木瓜
翅野木瓜（学名：Stauntonia decora）为木通科野木瓜属下的一个种。